# Melvin Van Peebles

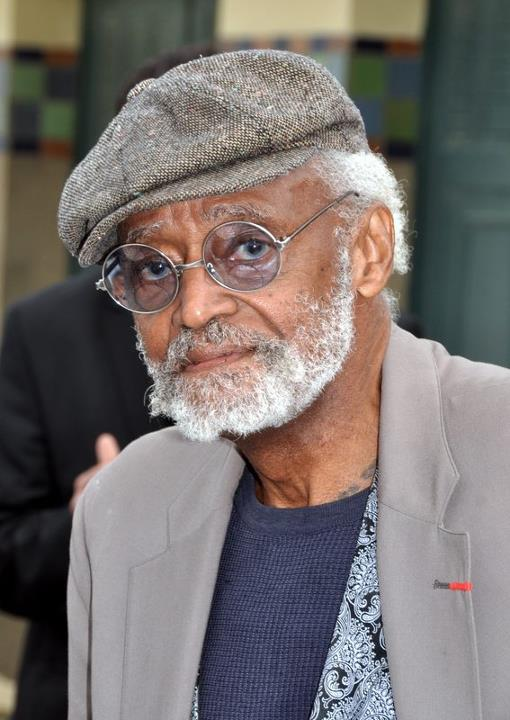
Melvin Van Peebles beim Festival des amerikanischen Films in Deauville (2012)

Melvin Van Peebles (* 21. August 1932 in Chicago, Illinois; † 21. September 2021 in New York City) war ein US-amerikanischer Regisseur, Drehbuchautor und Schauspieler. Er gilt als Vorreiter des afroamerikanischen Kinos und drehte 1971 mit Sweet Sweetbacks Lied einen der ersten Blaxploitation-Filme.

## Leben
Van Peebles studierte am West Virginia State College und an der Ohio Wesleyan University. 1953 machte er seinen Bachelor-Abschluss im Bereich Literatur. In den späten 1950er Jahren diente er in der United States Air Force. In der Zeit lebte er u. a. in San Francisco und schrieb mit The Big Heart sein erstes Buch. Schließlich ging er in die Niederlande, wo er am Netherlands National Theatre studierte. In den frühen 1960er Jahren wechselte er nach Frankreich. Hier verfasste er weitere Romane und schrieb das Drehbuch zum Film The Story of the Three-Day Pass, mit dem er auch sein Debüt als Spielfilmregisseur gab. Am Ende des Jahrzehnts kehrte er in die USA zurück und drehte dort den Film Watermelon Man. Es folgten weitere Produktionen; außerdem verfasste er Theaterstücke. In den 1980er Jahren war er an der Wall Street im Optionen-Handel aktiv, worüber er auch den Ratgeber Bold Money: A New Way to Play the Options Market verfasste.
Mit Sweet Sweetbacks Lied (Sweet Sweetback's Baadasssss Song) inszenierte Van Peebles einen Low-Budget-Blaxploitation-Film, der das Genre mitbegründete und 2020 Aufnahme in das National Film Registry fand. Van Peebles verfasste auch das Drehbuch und zeichnete für die Musik sowie den Filmschnitt verantwortlich.
Van Peebles war auch als Musiker aktiv und war 1973 für den Grammy Award for Best Musical Theater Album nominiert. Auch für seine sonstigen Schaffensbereiche wurde er mehrfach nominiert und ausgezeichnet.

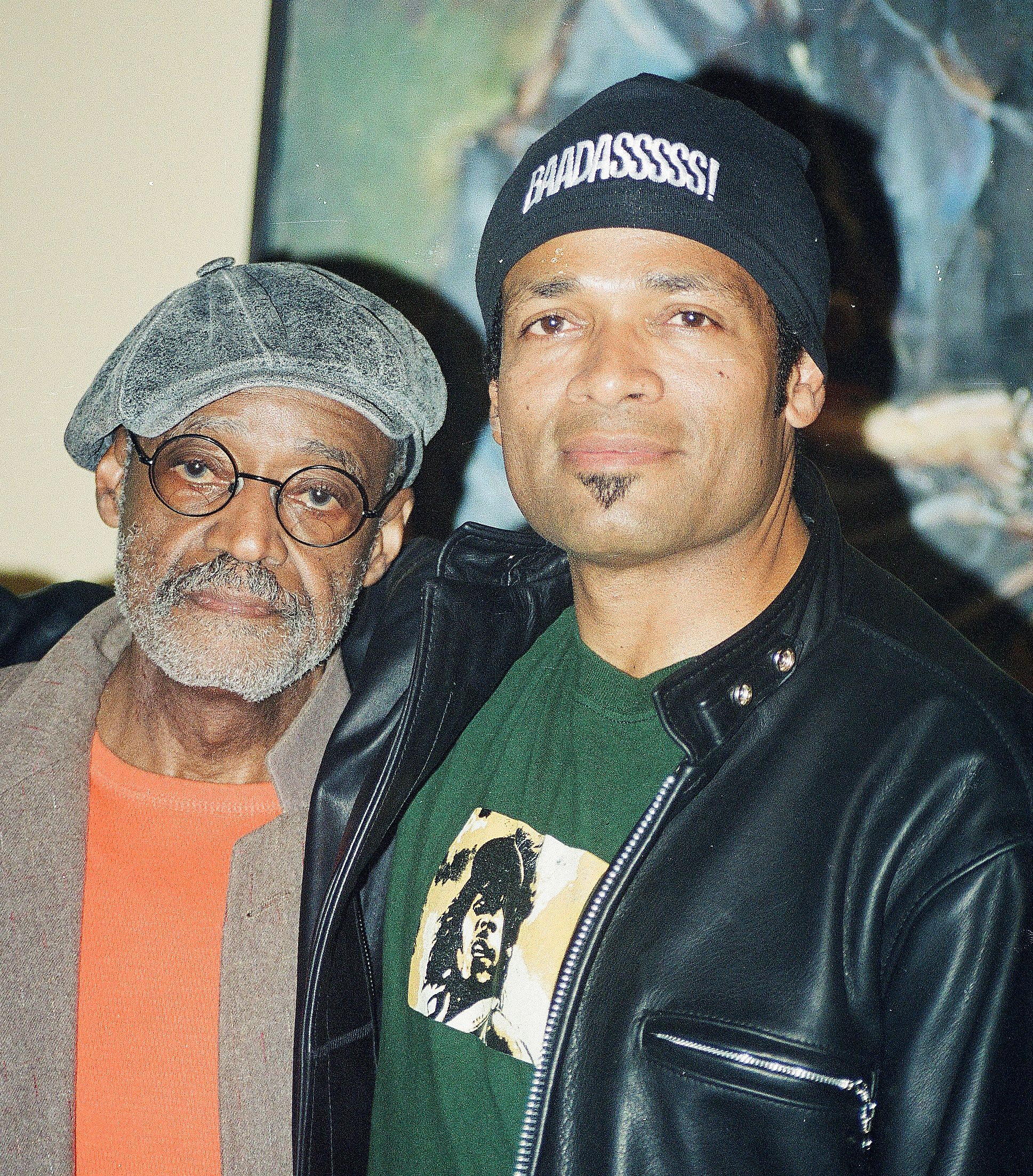
Melvin und Mario Van Peebles (2018)

Seit 1956 war er mit Maria Marx verheiratet. Die beiden sind die Eltern von Mario van Peebles, Megan van Peebles und Max van Peebles, die ebenfalls Schauspieler sind. Mit Mario van Peebles, der auch als Regisseur aktiv ist, arbeitete er mehrfach zusammen.
1976 wurde Van Peebles in die Black Filmmakers Hall of Fame aufgenommen. 2021 wurde bekannt, dass vier seiner Filme in der Criterion Collection veröffentlicht werden.
2005 erschien der Dokumentarfilm über Melvin Van Peebles: How to Eat Your Watermelon in White Company (and Enjoy it).
Van Peebles starb am 21. September 2021 im Alter von 89 Jahren in seiner Wohnung in Manhattan.

## Filmografie (Auswahl)

### Schauspiel
- 1971: Sweet Sweetbacks Lied (Sweet Sweetback's Baadasssss Song)
- 1993: Posse – Die Rache des Jessie Lee (Posse)
- 1994: Tödliche Geschwindigkeit (Terminal Velocity)
- 1995: Fist of the North Star, siehe Fist of the North Star
- 1996: Killer Cops – Mörder in Uniform (Gang in Blue)
- 1996: Lockruf des Meeres (Calm at Sunset)
- 1997: The Shining
- 1997: Riot
- 1998: Love Kills
- 2000: Im Zeichen des Stiers (Time of Her Time)
- 2010: Black, White & Blues

### Drehbuch
- 1968: The Story of a Three-Day Pass
- 1969: Slogan
- 1970: Watermelon Man
- 1971: Sweet Sweetbacks Lied
- 1995: Panther

### Regie
- 1968: The Story of a Three-Day Pass
- 1970: Watermelon Man
- 1971: Sweet Sweetbacks Lied
- 1999: Le Conte du ventre Plein

## Diskographische Hinweise
- Brer Soul (1969)
- Sweet Sweetback's Baadasssss Song (1971)
- As Serious as a Heart-Attack (1971)
- What The... You Mean I Can't Sing? (1974)
- Ghetto Gothic (1995)
- The Heliocentrics / Melvin Van Peebles: The Last Transmission (2014)